# Liste der Einträge im National Register of Historic Places im Jack County
Die Liste der Registered Historic Places im Jack County führt alle Bauwerke und historischen Stätten im texanischen Jack County auf, die in das National Register of Historic Places aufgenommen wurden.

## Aktuelle Einträge
| Lfd. Nr. | Name im NRHP           | Bild | Datum der Eintragung | Adresse/Lage               | Ort       | NRHP-ID  | Beschreibung |
| -------- | ---------------------- | ---- | -------------------- | -------------------------- | --------- | -------- | ------------ |
| 1        | Fort Richardson        |      | 15. Okt. 1966        | S of Jacksboro on U.S. 281 | Jacksboro | 66000816 |              |
| 2        | Jack County Courthouse |      | 4. Dez. 2012         | 100 N Main St.             | Jacksboro | 12001002 |              |

## Ehemalige Einträge
| Lfd. Nr. | Name im NRHP        | Bild | Datum der Eintragung | Adresse/Lage | Ort       | NRHP-ID  | Beschreibung |
| -------- | ------------------- | ---- | -------------------- | ------------ | --------- | -------- | ------------ |
| 1        | James W. Knox House |      | 22. Okt. 1992        | 215 Knox St. | Jacksboro | 79002981 |              |